# Kalendarium historii Bułgarii
Kalendarium historii Bułgarii – uporządkowany chronologicznie, począwszy od czasów najdawniejszych aż do współczesności, wykaz dat i wydarzeń z historii Bułgarii.

## Czasy najdawniejsze
- I w. – tereny obecnej Bułgarii znalazły się w Cesarstwie Rzymskim – utworzono prowincje Tracja i Mezja[1]
- IV w. – tereny obecnej Bułgarii znalazły się w Cesarstwie Wschodniorzymskim[1]
- VI–VII w. – napływ plemion słowiańskich[1]
- ok. 680 – nad dolny Dunaj przybyli Protobułgarzy, którzy utworzyli silny organizm państwowy[1]
- 866 – początek chrystianizacji[1]
- 971 – Bizancjum podbiło północno-wschodnią Bułgarię[1]
- 1018 – Bizancjum podbiło całą Bułgarię[1]
- 1187 – wyzwolenie Bułgarii[1]
- 1363 – Bułgaria rozpadła się na dwa państwa – Carstwo Tyrnowskie i Carstwo Widyńskie[1]
- 1393 – Turcja podbiła Carstwo Tyrnowskie[1]
- 1396 – Turcja podbiła Carstwo Widyńskie[1]

## Rządy tureckie

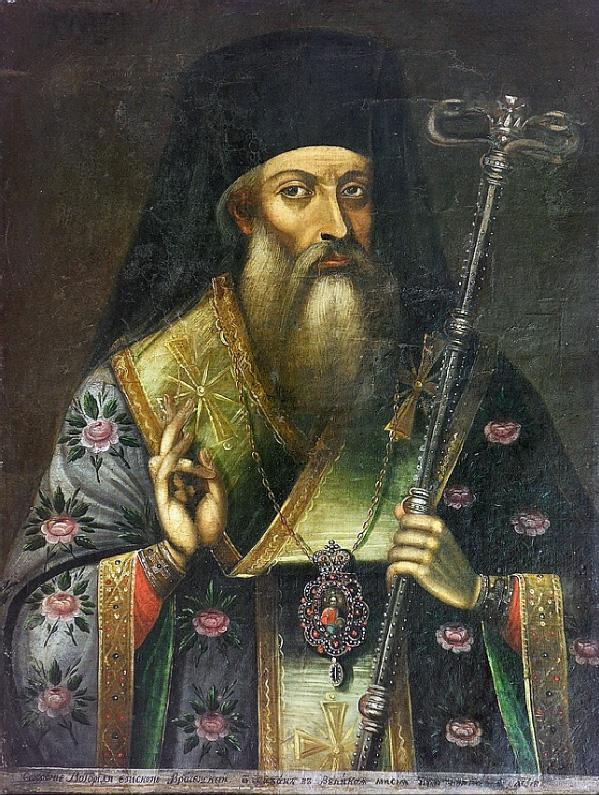
Sofroniusz, jeden z głównych twórców okresu bułgarskiego odrodzenia narodowego

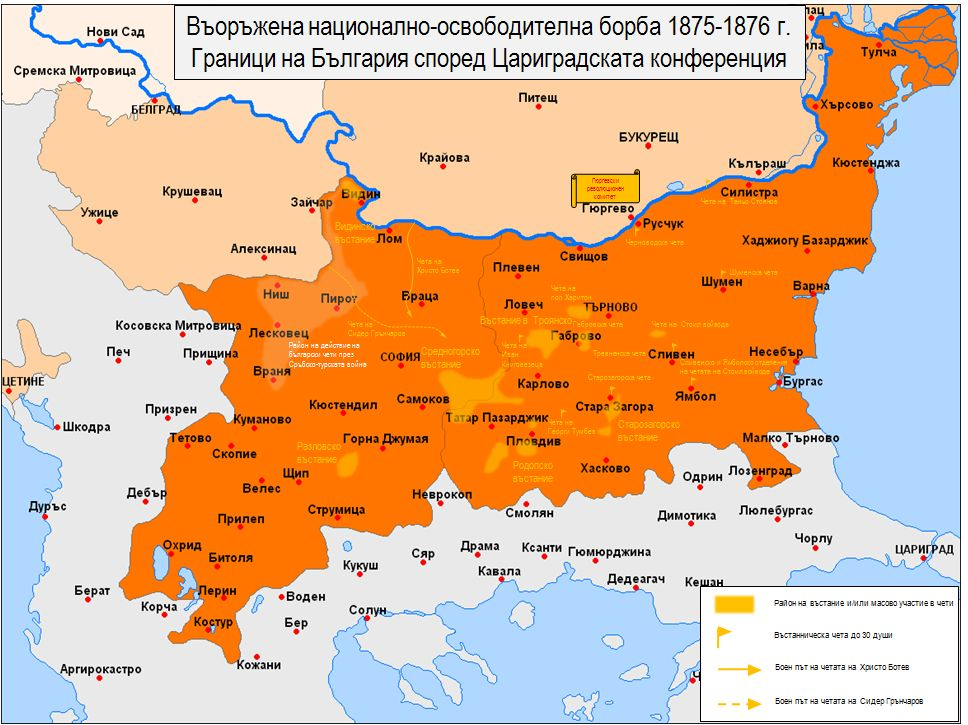
Mapa ruchu narodowo-wyzwoleńczego w Bułgarii w latach 1875–1876

- 1598 – wybuch powstania skierowanego przeciwko tureckim rządom, krwawo stłumiony przez Turków[1]
- 1686 – wybuch powstania skierowanego przeciwko tureckim rządom, krwawo stłumiony przez Turków[1]
- 1737 – wybuch powstania skierowanego przeciwko tureckim rządom, krwawo stłumiony przez Turków[1]
- 1765 – ks. Stojko Władysławow przepisał i zaczął rozpowszechniać na ziemiach bułgarskich Słowianobułgarską historię Paisjusza Chilendarskiego, od wydarzenia tego zaczęło się bułgarskie odrodzenie narodowe[2]
- 1774 – opiekę nad prawosławiem w Bułgarii przejęła Rosja[1]
- początek XIX w. – na sile przybrały protesty antytureckie[1]
- II poł. XIX w. – rozwój antytureckiego ruchu partyzanckiego[1]
- 1870 – powstanie autonomicznego Egzarchatu Bułgarskiego – restytucja narodowego Kościoła prawosławnego niezależnego od Patriarchatu Konstantynopolitańskiego[3]
- 1872 – jednostronne ogłoszenie autokefalii przez Egzarchat Bułgarski[4]
- 1876 – wybuch powstania, które zostało krwawo stłumione przez Turków[1]
- 1878 – w wyniku zakończenia wojny rosyjsko-tureckiej utworzono państwo bułgarskie (sięgające Morza Egejskiego)[1]
- 1878 – w wyniku kongresu berlińskiego zmniejszono powierzchnię Bułgarii, zaś sam kraj stał się tureckim lennem (południowa Bułgaria znalazła się w Turcji). Władcą został heski książę Aleksander I Battenberg[1]
- 1885 – wybuch powstania, w wyniku którego przyłączono do Bułgarii Rumelię Wschodnią[1]
- 1886 – Aleksander I Battenberg został obalony przez prorosyjską armię[1]
- 1887 – władcą został Ferdynand I Koburg[1]
- 1908 – Bułgaria uzyskała niepodległość – carem nowego państwa został Ferdynand I Koburg[1]

## Lata 1908–1944

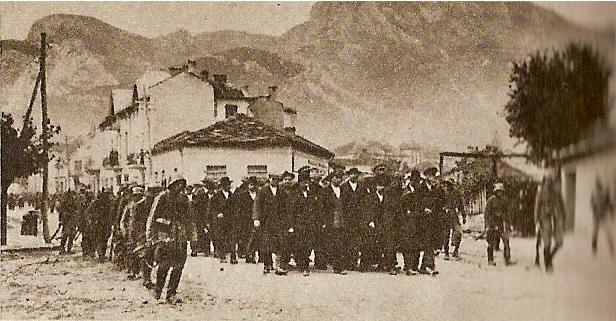
Wrzesień 1923: powstańcy pojmani przez siły rządowe

- 1912 – Bułgaria wzięła udział w I wojnie bałkańskiej przeciwko Turcji[1]
- 1913 – Bułgaria wzięła udział w II wojnie bałkańskiej. W wyniku wojny straciła południową Dobrudzę na rzecz Rumunii[1]
- 1915 – Bułgaria dołączyła do państw centralnych w I wojnie światowej[5]
- 1918 – w wyniku powstania zrewolucjonizowanych żołnierzy i przegranej na froncie Ferdynand I abdykował. Władzę przejął jego syn, Borys III[1]
- 1919 – w wyniku traktatu pokojowego podpisanego w podparyskim Neuilly-sur-Seine Bułgaria utraciła zachodnią Trację (na rzecz Grecji) i fragmenty Macedonii (na rzecz Królestwa SHS)[1]
- 1919 – władzę objął rząd utworzony przez lewicową Partię Agrarną[6]
- 1920–1923 – władzę sprawował ludowy rząd A. Stambolijskiego[1]
- 1923 – A. Cankow obalił A. Stambolijskiego[1]; powstanie wrześniowe[7]
- 1934 – władzę przejął car Borys III[1]
- 1940–1941 – Bułgaria odzyskała tereny utracone w 1919[1]
- 1941 – Bułgaria przystąpiła do osi Berlin-Rzym-Tokio[1]
- 1942 – początek formowania ruchu oporu, powołanie Frontu Patriotycznego kierowanego przez komunistów[1]
- wrzesień 1944 – do Bułgarii wkroczyła armia radziecka, władzę przejął rząd Frontu Patriotycznego[1]

## Rządy komunistów

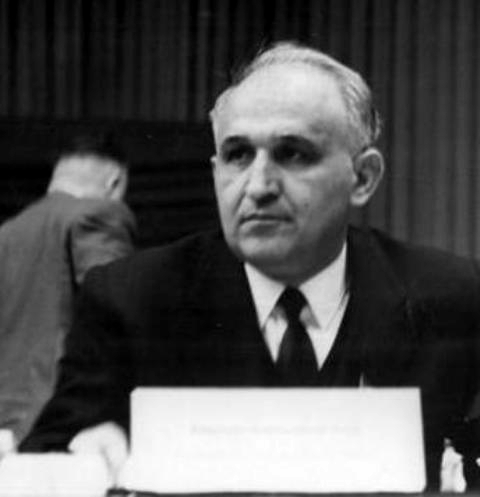
Todor Żiwkow, przewodniczący Rady Państwa w latach 1971–1989

- marzec 1946 – Zgromadzenie Narodowe, zdominowane przez Front Patriotyczny, uchwaliło ustawę o reformie rolnej[1]
- wrzesień 1946 – referendum ludowe opowiedziało się za utworzeniem republiki[1]
- luty 1947 – w Paryżu Bułgaria podpisała traktat pokojowy, zrzekając się większości ziem odzyskanych w latach 1940–1941[1]
- grudzień 1947 – uchwalono konstytucję Ludowej Republiki Bułgarii[1]
- grudzień 1947 – uchwalono ustawę o nacjonalizacji przemysłu, banków i górnictwa[1]
- 1949–1950 – rządy Wasiła Kołarowa[1]
- 1949 – Bułgaria przystąpiła do RWPG[1]
- 1950–1956 – rządy Wyłka Czerwenkowa[6]
- 1954 – przywódcą partii został Todor Żiwkow[1]
- 1955 – Bułgaria przystąpiła do Układu Warszawskiego i ONZ[1]
- 1958 – zakończono kolektywizację rolnictwa[1]
- 1971 – uchwalono nową konstytucję z zapisem o kierowniczej roli Bułgarskiej Partii Komunistycznej[1]
- 1971 – Todor Żiwkow został przewodniczącym Rady Państwa[6]
- poł. lat 70. XX w. – Todor Żiwkow zapobiegł powstaniu opozycji antykomunistycznej[8]
- przełom lat 70. i 80. XX w. – początek kryzysu gospodarczego związanego ze wzrostem cen importowanych nośników energii[6]
- 1984–1989 – nasilono akcje asymilowania ludności pochodzenia tureckiego (bułgaryzacja)[8]
- 1985–1989 – w wyniku namowy Michaiła Gorbaczowa przeprowadzono pierwsze reformy gospodarcze[6]
- 1987 – wprowadzono nową ordynację wyborczą zezwalającą na zgłaszanie większej liczby kandydatów niż jest miejsc do obsadzenia[6]
- 1988 – powstały pierwsze organizacje opozycyjne[8]
- 1989 – z Bułgarii uciekło ok. 300 000 Turków[6]
- luty 1989 – powołano Niezależną Federację Pracy „Podkrepa”[8]
- maj 1989 – wybuchły rozruchy spowodowane asymilacją Turków[8]
- wrzesień 1989 – ogłoszono rehabilitację ofiar stalinizmu[8]
- 10 listopada 1989 – Żiwkow został usunięty z przywództwa partii, kierownictwo BPK przejęli zwolennicy reform na czele z Petyrem Mładenowem[8]
- 17 listopada 1989 – Petyr Mładenow objął urząd prezydenta[8]
- 18 listopada 1989 – w Sofii wybuchły protesty antyrządowe[8]
- 7 grudnia 1989 – ugrupowania opozycyjne utworzyły Związek Sił Demokratycznych (ZSD)[8]
- 15 grudnia 1989 – ogłoszono amnestię wobec uwięzionych opozycjonistów[8]
- 29 grudnia 1989 – wycofano przepisy dyskryminujące Turków[8]
- 3 stycznia 1990 – rozpoczęły się rozmowy pomiędzy ZSD a BPK[8]
- 15 stycznia 1990 – zniesiono zapis z konstytucji o przewodniej roli partii[8]
- 21 stycznia 1990 – Todor Żiwkow został aresztowany[8]
- luty 1990 – zezwolono na prowadzenie prywatnej gospodarki rolnej[6]
- kwiecień 1990 – Bułgarska Partia Komunistyczna zmieniła nazwę na Bułgarską Partię Socjalistyczną[6]
- maj 1990 – zakończyły się rozmowy pomiędzy ZSD a BPK[8]
- czerwiec 1990 – wybory do Wielkiego Zgromadzenia Narodowego wygrali postkomuniści z Bułgarskiej Partii Socjalistycznej[8]

## Czasy najnowsze
- lipiec 1991 – uchwalono nową konstytucję[6]
- październik 1991 – wybory do Wielkiego Zgromadzenia Narodowego wygrała prawica skupiona w ZSD[1]
- grudzień 1991 – ceny żywności wzrosły 10-krotnie wobec poprzedniego roku, liczba bezrobotnych przekroczyła 300 tys.[6]
- 1994 – wybory do Wielkiego Zgromadzenia Narodowego wygrali postkomuniści związani z BPS[1]
- 17 lutego 1997 – Bułgaria porozumiała się z MFW w sprawie spłaty zadłużenia[6]
- 1997 – wybory do Wielkiego Zgromadzenia Narodowego wygrała prawica skupiona w ZSD[1]
- 2001 – w wyniku niezadowolenia społecznego do władzy doszedł były car Symeon II, który objął stanowisko premiera[1]
- 2004 – Bułgaria przystąpiła do NATO[1]
- 2005 – wybory do Wielkiego Zgromadzenia Narodowego wygrała Koalicja na rzecz Bułgarii[1]
- 1 stycznia 2007 – Bułgaria została członkiem UE[1]